# 岔河镇 (威宁县)
岔河镇，是中华人民共和国贵州省毕节市威宁彝族回族苗族自治县下辖的一个乡镇级行政单位。
2015年12月8日，贵州省人民政府批复同意撤销岔河乡建制，设置岔河镇，撤乡设镇后行政区域和政府驻地不变。

## 行政区划
岔河镇下辖以下地区：
金钟村、利毕村、新村、大洪村、沙营村、新发村、新光村、恰西村、银厂村、龙头山村、新炉村、海坪村、迎江村、三益村、营沙村、岔河村和汗坝村。